# محمد گلندام
شمس‌الدّین محمّد گلندام (نیمهٔ دوّمِ سدهٔ هشتم و نیمهٔ اوّلِ سدهٔ نهمِ هجریِ قمری)، مشهور است که یکی از نزدیکان حافظ و جمع‌آورنده و مقدّمه‌نویس دیوان است. از او به عنوان نویسنده و شاعر نیز یاد شده‌است.
هرچند که افراد زیادی معتقدند محمد گلندام یکی از نزدیکان حافظ و نیز جمع آورنده و مقدّمه‌نویس دیوان است، اما نظر برخی از محققان با آن‌ها تفاوت دارد. احمد شاملو در مقدمهٔ حافظ شیراز به روایت احمد شاملو می‌نویسد: «این شخص را محمدِ گلندام خوانده‌اند لیکن رنود دریافتند که چنین نیست و یک محررِ گم‌نام بدین نام و نشان خواسته‌است از این ره‌گذر نامی از خود به یادگار بگذارد. زیرا آنچنان که محققانی چون محمد قزوینی نوشته‌اند، در قدیم‌ترین نسخی که از این مقدمه در دست است چنین نامی دیده نمی‌شود. قزوینی در عینِ حال اقوالِ دولت‌شاه سمرقندی را نیز مؤیدِ نظرِ خود دانسته‌است که در تذکرهٔ احوالِ حافظ می‌نویسد: «بعد از وفاتِ حافظ معتقدان و مصاحبانِ او اشعار او را مدون ساخته‌اند.» و دیگر نامی از کسی نبرده‌است.»
این نظریه اخیر نیز مخالفانی دارد دکتر سید محمدرضا جلالی نائینی در این باره می‌نویسد: «در طول شش قرنی که از وفات خواجه سپری شده، هیچ یک از کسانی که دربارهٔ آثار و زندگانی او تحقیق و تتبع کرده‌اند، وجود شمس‌الدین محمد گلندام را مورد شک و تردید قرار نداده‌اند و همه او را جامع دیوان حافظ شناخته‌اند، مگر علامه محمد قزوینی و تنی چند در ایران که به اقتفای آن مرحوم قدم برداشته‌اند و به اشتباه افتاده‌اند، و گلندام را وجودی موهوم و غیرواقعی و غیرحقیقی پنداشته‌اند!»

## قصیده‌ای از محمد گلندام
«در این میان در سفینه‌ای که سابقاً جزو کتاب‌خانهٔ آقای جعفر سلطان القرایی در تبریز بود و اکنون به کتاب‌خانهٔ مجلس (بهارستان) انتقال یافته‌است قصیده‌ای در مدح ابوالفتح سلطان ابراهیم پسر شاهرخ که از سال ۸۱۷ تا ۸۳۸ هجری حکومت فارس را بر عهده داشته تحت عنوان: «ایضایمدحه، مولانا شمس‌الدین محمد گلندام»، از محمد گلندام کشف شد.»
| تازگی بین که دگر باره صبا پیدا کرد |  | آمد و باغ گل‌اندام و سمن سیما کرد |
| دشت پر خاسته چون بزمگاه کسری ساخت  |  | باغ آراسته چون تختگه دارا کرد    |
| بوی پیراهن خونین گل از مصر چمن     |  | دیدهٔ نرگس سودا زده را بینا کرد   |